# Stratoníki
Stratoníki (Stratoniki) är en ort i Grekland.   Den ligger i prefekturen Chalkidike och regionen Mellersta Makedonien, i den nordöstra delen av landet, 280 km norr om huvudstaden Aten. Stratoníki ligger 460 meter över havet och antalet invånare är 561.
Terrängen runt Stratoníki är kuperad, och sluttar österut.  Närmaste större samhälle är Megáli Panagía, 11,5 km sydväst om Stratoníki. 